# ジェーン・グレイ (スーパーセンテナリアン)
ジェーン・グレイ（Jane Gray、1901年12月1日 - 2014年6月7日）は、スコットランド系オーストラリア人のスーパーセンテナリアン。死去時の年齢は112歳188日で、2012年8月から2014年6月まで存命中のオーストラリアで最高齢の人物であった。
長寿の秘訣は、「たくさん食べることと、酒やたばこを使用しない」ことであるとされる。2013年時点では、養護施設に住んでいた。
2014年6月7日、スミスフィールドの養護施設で死去した。112歳であった。